# Gaetbulibacter saemankumensis
Gaetbulibacter saemankumensis ist eine Bakterienart.

## Merkmale
Die Zellen von Gaetbulibacter saemankumensis sind stäbchenförmig, mit einer Länge von 3,0–4,5 und einer Breite von 0,4–0,7 Mikrometer. Flagellen sind nicht vorhanden, allerdings kann sich das Bakterium „gleitend“ (gliding motility) fortbewegen. Diese Bewegungsart tritt häufig in der Familie Flavobacteriaceae auf. Sporen werden nicht gebildet. Die Kolonien sind gelb gefärbt. Das Farbpigment Flexirubin ist nicht vorhanden.

## Stoffwechsel
Gaetbulibacter saemankumensis kann sowohl in Gegenwart von Sauerstoff (aerob) als auch unter Sauerstoffausschluss (anaerob) wachsen. Anaerobes Wachstum zeigt es, wenn die Kolonien mit marinen Agar angesetzt werden. Hier bei erfolgt die Gärung von z. B. Glucose. Es kann auch unter anaeroben Bedingung Nitrat zum Wachstum nutzen.
Optimales Wachstum erfolgt bei pH-Werten zwischen 7,0 und 8,0. Schwaches Wachstum tritt bei pH 5,5 auf, ab pH 5 erfolgt kein Wachstum mehr. Natriumchlorid (NaCl) wird zwischen 0 und 7 % toleriert. Optimal sind Werte zwischen 2 und 5 %. Über 8 % erfolgt kein Wachstum. Der Katalase- und Oxidase-Test verläuft positiv, der Urease-Test  negativ. Nitrat wird reduziert. Stärke wird hydrolysiert, Casein und Gelatine dagegen nicht.
Das häufigste Menachinon ist MK-6.

## Systematik
Gaetbulibacter saemankumensis wurde 2005 erstbeschrieben. Die Gattung zählt zu der Familie Flavobacteriaceae. Zu der Gattung Gaetbulibacter zählen 5 weitere Arten (Stand Juni 2023)

## Namensherkunft
Der Gattungsname beruht auf das Wort „Gaetbul“, der koreanische Name für ein Wattenmeer. Der Artname G. saemankumensis weist auf den Fundort hin, Saemankum.

## Ökologie
Gaetbulibacter saemankumensis wurde aus dem Watt im Gelben Meer isoliert.
Ein Stamm von Gaetbulibacter, Gaetbulibacter sp. (Stamm H-14LY), kann als Pflanzenschädling auftreten und die industriell genutzten Rotalge Purpurtange schädigen (durch die sogenannte Suminori-Krankheit).